# ピーター・ソーンリー
ピーター・ウィリアム・ソーンリー（Peter William Thornley、1941年10月19日 - ）は、イギリスの元プロレスラー、イギリスのスピリチュアル・カウンセラー。
ケンドー・ナガサキ（Kendo Nagasaki）をリングネームとする覆面レスラーとしての活躍で知られる。1980年代よりケンドー・ナガサキを名乗った桜田一男とは別人であり、このリングネームを用いたのはソーンリーの方が先である。ケンドー・ナガサキは、奇怪な過去を持つ日本の「サムライ」であり、癒やしと催眠の術を使うという設定だった。1970年代半ばから1990年代初頭にかけてのイギリスにおけるプロレスの人気の牽引役の一人であった。
ソーンリーは、そのキャリアの大半において覆面を着用していた。1977年12月に行われた引退式において覆面を外し、この様子はテレビ放映された。1981年に一時的に復帰した後、1986年に現役復帰し、1993年まで活動した後は散発的にリングに上がっていた。
引退後は事業家として成功した。また、1970年代後半から1980年代後半までの約10年間、カドリー・トイズやローラ・パラスなどのロック・ミュージシャンのマネージメントを行っていた。

## 来歴
イングランドのストーク＝オン＝トレント出身。10代の頃にイギリスに来ていた日本人武道家の阿部謙四郎に師事して柔道、剣道、合気道を学び、1963年6月からはウィガンのビリー・ライレー・ジムに入門してキャッチレスリングのトレーニングを積んだ。 本人の隠れ家と言われる邸宅には、阿部謙四郎の写真と阿部直筆による国際柔道初段の認定書が飾られている。
1964年11月、剣道の面をイメージした覆面を被ってケンドー・ナガサキとしてデビューした。デビュー戦はウィレンホールバスで行われ、初代ブラック・タイガーの父親ジム・ハジー（ジム・ハッシー）を相手に勝利を収めた。以降もヒールのポジションで活動した。1966年3月には、ストーク＝オン＝トレントのヴィクトリア・ホールで行われた試合で、カウント・バーテリ（ジェフ・コンドリフ）を破り、その覆面を剥がした。バーテリはナガサキの師匠であり、タッグパートナーでもあったが、リング上でのナガサキの荒っぽい戦術を巡って対立し、決別した。1960年代後半、同じくビリー・ライレー・ジム出身であるビル・ロビンソンや若き日のジーン・フェレ（後のアンドレ・ザ・ジャイアント）と反目した。
1968年9月、日本遠征を行い、覆面はそのままにリングネームをミスター・ギロチン（Mr. Guillotine）に変更して国際プロレスの『ダイナマイト・シリーズ』に出場した。シリーズ中は同時参加したジョージ・ゴーディエンコともタッグを組み、最終戦10月15日の下館市大会ではグレート草津が当時保持していた英国西部ヘビー級王座に挑戦した。
1971年5月にはITVに登場し、デビュー戦ではウェイン・ブリッジから勝利を収めた。同年7月のビリー・ハウズとのテレビ放映された対戦では、試合中に覆面が外れてしまった。ハウズはナガサキの頭を叩いたり、覆面を引っ張ったりして、覆面を止める紐を解こうとし、終盤には覆面を剥がすことだけに専念していた。覆面を剥がされたナガサキは、顔を覆ってすぐにリングを去った。
1972年にはスチュ・ハートの主宰するカナダ・カルガリーのスタンピード・レスリングに遠征して、ゴーディエンコやキラー・トーア・カマタと対戦。同年9月23日には同じ英国出身のジェフ・ポーツを破り、同地区のフラッグシップ・タイトルであるインターナショナル・ヘビー級王座を獲得した。
本国のイギリスでは大人気スターのビッグ・ダディと抗争を繰り広げ、1975年12月にはウェスト・ミッドランズにてダディに勝利したものの、覆面を剥がされている。1977年12月、ウルバーハンプトンのシビックホールにおいてリング上で正式にマスクを脱ぐセレモニーを行い、ITVの"World of Sport"で放映された。翌1978年の4月にクロイドンで行われたブロンコ・ウェルズとの試合では、覆面を外した状態でリングに上がった。しかし、同年9月、医師の指示により現役を引退した。引退後は、ロック・ミュージシャンのマネージメントを行っていた。
1981年から1982年にかけて、ブライアン・ディクソンとの試合を数回行った。この試合は、ディクソンがケンドー・ナガサキの偽者の「キング・ケンドー」を名乗って本物のケンドー・ナガサキと対戦するというもので、試合ごとに負けた方が覆面を脱がされていた。
1986年12月にクライブ・マイヤーズとのラダー・マッチで覆面レスラーとして現役復帰し、翌1987年9月17日にウェイン・ブリッジからオールスター・プロモーションズ認定の世界ヘビー級王座を奪取した。以降もオールスター・プロモーションズを活動拠点に、ビッグ・ジョン・クインやマーク・ロコ、フィット・フィンレイらと共闘して、ピート・ロバーツ、トニー・セント・クレアー、デビッド・テイラー、スティーブ・リーガル、ロビー・ブルックサイド、フジ・ヤマダなどと対戦した。キャリア末期の1990年代初頭にはオットー・ワンツの主宰するCWAにも参戦している。
1993年に2度目の引退をした後も、レスリング・レジェンドとして単発的にリングに上がっており、2008年10月29日には、ウルヴァーハンプトンで行われたLDNレスリングの興行にてタッグ王座を獲得した。引退後はスピリチュアル・カウンセラーとして活動している。

## ケンドー・ナガサキとの関係
ソーンリーはケンドー・ナガサキとして時折インタビューに応じていたが、その際、通常は完全に覆面を被っているか、顔を隠して撮影されており、しばしば代理人を介して話していた。ケンドー・ナガサキとしての声が公の場で聞かれることはなかった。ケンドー・ナガサキの正体としてのソーンリーの存在は、1970年代にソーンリーの家を訪れた配管工によって初めて公にされ、2002年には隣人との土地問題をめぐる裁判の際にも再び明かされた。それにもかかわらず、ソーンリーは2018年に自伝を出版するまで、自分がケンドー・ナガサキであることを公に話すことはなかった。
2018年の自伝出版までケンドー・ナガサキは本名を自ら明かすことを避け、ナガサキではない自分のことを"Yogensha"（予言者）、またはマネージャーのアトランティスと名乗る女性の口を通じ、“The Man Behind the Mask”と呼んでいた。
GスピリッツVol.29．（2013年刊行）にて取材を行った記者の質問に対してもナガサキの隠れ家という豪邸にて、試合の年月日含め全て女性マネージャーが詳細に回答していた。（GスピリッツVol.29．2013）
ケンドー・ナガサキの公式サイトには、ケンドー・ナガサキのキャラクターは「実際には、霊の導き手であり、普通の人を介してチャネリングされることによって現れる『センセイ』である」とし、その「普通の人」が「予言者」ソーンリーであるとしている。
全盛期には、ソーンリーは1976年の『TVタイムズ』誌のインタビューでケンドー・ナガサキとの関係について語り、その中で、ケンドー・ナガサキのキャラクターは「300年前、今の長崎と呼ばれる場所に住んでいた武士の霊」であり、彼が瞑想中に「トランス状態」になっている時に接触したものだと主張している。

## 私生活
彼はLGBTQ+コミュニティのメンバーであり、2018年の自伝でバイセクシャルであることをカミングアウトしました。彼は17歳の頃から自分のバイセクシュアリティを自覚していたが、26歳になるまでそれを完全に表現することができなかったと明かした。1972年にテレビスターになった時点で、すでに男性との短い恋愛関係を経験していた。しかし、ケンドー・ナガサキの「マッチョな悪役」というペルソナのため、当時の社会の態度は1970年代には受け入れられなかったため、性的指向を公にすることはできなかった。

## 得意技
- カミカゼ・クラッシュ[16][19] 　本人曰く エアプレーンスピンと柔道の肩車からヒントを得て、英国で開発したオリジナル。（GスピリッツVol.29）
- アトミック・チョップ[19]
- バックドロップ[19]
- ダブルアーム・スープレックス[19]

## 獲得タイトル
スタンピード・レスリング
- インターナショナル・ヘビー級王座：1回[18]

オールスター・プロモーションズ
- 世界ヘビー級王座（UK版）：1回[21]
- ブリティッシュ・ヘビー級王座：1回[28]

LDNレスリング
- LDNタッグ王座：1回（w / ブロンディ・バレット）[29]